# Darbhanga
Darbhanga (in hindī दरभंगा, IAST: Darabhaṃgā) è una suddivisione dell'India, classificata come municipal corporation, di 266.834 abitanti, capoluogo del distretto di Darbhanga e della divisione di Darbhanga, nello stato federato del Bihar. In base al numero di abitanti la città rientra nella classe I (da 100.000 persone in su).

## Geografia fisica
La città è situata a 26° 10' 0 N e 85° 54' 0 E e ha un'altitudine di 38 m s.l.m..

## Società

### Evoluzione demografica
Al censimento del 2001 la popolazione di Darbhanga assommava a 266.834 persone, delle quali 142.042 maschi e 124.792 femmine. I bambini di età inferiore o uguale ai sei anni assommavano a 40.000, dei quali 20.986 maschi e 19.014 femmine. Infine, coloro che erano in grado di saper almeno leggere e scrivere erano 171.564, dei quali 102.141 maschi e 69.423 femmine.